# کارلس مارکو (بازیکن فوتبال)
کارلس مارکو (انگلیسی: Carles Marco؛ زادهٔ ۵ آوریل ۲۰۰۰) بازیکن فوتبال است.